# Balépo
Balépo est un village du Cameroun situé dans la commune de Babadjou, département des Bamboutos et la région de l'Ouest.

## Géographie
Le village est situé à l'écart de la route nationale 6, à 11 km au nord-ouest du centre urbain de Babadjou. 

## Santé
Le village dispose d'un centre de santé intégré CSI, il relève du district de santé de Mbouda.